# Villefrancœur

Villefrancœur este o comună în departamentul Loir-et-Cher, Franța. În 1 ianuarie 2022 avea o populație de 420 de locuitori.